# 730 Атаназія
730 Атаназія (730 Athanasia) — астероїд головного поясу, відкритий 10 квітня 1912 року.
Тіссеранів параметр щодо Юпітера — 3,607.